# Линейни крайцери тип „Макензен“
Вижте пояснителната страница за други значения на Макензен.
Макензен (на немски: Mackensen) са серия недовършени линейни крайцери на Германския императорски военноморски флот от Първата световна война.
Серията е последващо развитие на типа „Дерфлингер“. При сходно брониране трябва да имат оръдия с калибър 350 мм и да развиват с един възел по-висока скорост на хода. Планира се построяването на серия от седем кораба. Трите последни кораба впоследствие са презаложени според проекта „Ерзац Йорк“. Поради началото на Първата световна война построяването на крайцерите се забавя, и нито един от тях така и не е въведен в строй.

## История на разработването
През 1912 г. след края на разработката на проекта за линеен крайцер според програмата от 1913 г. – бъдещият „Хинденбург“ – започва разработката на тактико-техническите елементи за крайцера от програмата за 1914 г., преминаваща в документите под обозначението „Ерзац Виктория Луиза“.
Увеличаването на въоръжението, бронирането, скоростта и мореходността пряко зависи от увеличаването на водоизместимостта. Още при разработката на проекта „Дерфлингер“ са обсъждани варианти за въоръжение с оръдия калибър 350 мм, но това води до ръст на водоизместимостта над постановената от морския министър Алфред фон Тирпиц като лимит 30 000 т, и за това от този вариант тогава се отказват.
В същото време са получени сведения за новите строящи се британски линкори от типа „Куин Елизабет“ с 381-мм оръдия и с по-висока с четири възела, отколкото на предшествениците, скорост. Очевидно, че тези кораби се строят като бързоходно крило на линейния флот. В немския флот тази задача трябва да се изпълнява от линейните крайцери, и именно те трябва в бъдеще да водят бой с новите британски линкори. За това отново е повдигнат въпроса за увеличаване на калибъра на тяхната главна артилерия.
На 13 август 1912 г. морския министър дава на началника на департамента по проектиране „K“, вицеадмирал Ролман, заданието да проработи варианти за крайцери с осем 340-мм и осем 350-мм оръдия. и скорост, като на „Хинденбург“, – от 27 възела. От шест предложени варианта Тирпиц избира варианта с 340-мм оръдия и намаление в сравнение с останалите с 0,5 възела скорост. Но на 14 септември се отказват от този вариант, поради ниската скорост и мореходност. Последващите работи показват необходимост от увеличаване на водоизместимостта до 31 500 т, което веднага е отменено от Тирпиц.
В опит да влязат в отведената водоизместимост е предложен вариант с осем 305-мм оръдия, както е „Хинденбург“, и увеличено торпедно въоръжение. Този вариант е даже утвърден на 30 септември от кайзера. Обаче против това решение рязко се обявяват общия морски департамент „A“ (началник отначало контраадмирал Райнхард Шеер, след това е сменен от вицеадмирал Крозиг) и департамента по въоръженията „W“ (началник вицеадмирал Хердес).
Департаментът по проектиране излиза с предложението да се използват три- или даже четириоръдейни кули. Това предложение също предизвиква възраженията на департаментите „A“ и „W“, но основната причина за отказа от такъв вариант е това, че въпреки това не е възможно да се вместят в 30 000-тонният лимит. За това, след бурни дебати, независимо от възраженията на департаментите „A“ и „W“, е утвърден проекта с шест 380-мм оръдия. Тези оръдия са избрани с цел унификация с въоръжението на разработващите се линкори от типа „Байерн“. Една кула има разположена на носа, и още две – в кърмата, по линейно-терасовидната схема. Проектът фактически води до сливането на двата типа кораби – линейния крайцер и линкора – в бързоходен линкор. Това е любима идея на кайзера Вилхелм II, макар и в противоречие на закона за флота и води до проблеми в използването на крайцерите в чуждестранни води.
Този проект е одобрен от Тирпиц на 24 април 1913 г. и на 2 май 1913 г. от кайзера. Започва неговата детайлна разработка. Обаче в началото на ноември 1913 г., по разпореждане на Тирпиц, е възобновена работата над проекта с осем 340-мм оръдия с минимално възможната водоизместимост. Департамент „K“ също подготвя проекти с 350-мм и 380-мм оръдия, и отново започват обсъжданията на ескизния проект. Тъй като нито един проект не влиза в дадения лимит, в резултат на обсъжданията Тирпиц се съгласява за увеличаване на лимита по водоизместимост до 31 000 т. В тази водоизместимост се получава вписването на осем 350-мм оръдия. На предложението на департамента по проектиране с незначително надвишаване на лимита да се поставят 380-мм оръдия Тирпиц отговаря с отказ. За това, на 8 декември окончателно се спират на варианта с осем 350-мм оръдия. Не на последно място роля за това изиграва мнението на командващия германския флот адмирал Фридрих фон Ингенол. В своя докладна записка от 5 декември 1913 г. той утвърждава, че 350-мм оръдия са достатъчни за линейния крайцер. Също, както в случай на среща с леки крайцери, той настоява за поставянето на 105-мм оръдия вместо 150-мм в качеството на противоминен калибър. Неговото мнение не е последвано, оставяйки 150-мм оръдия, но от 380-мм оръдия, за втори път, се отказват.
В процеса на разработка е внедрено заимстваното от американците нововъведение – бълбообразния нос. Инженерът от немското морско ведомство Шлихтинг се занимава в Лихтенраде с работи по оптимизацията на обводите на новия крайцер, и в резултат е прието решение за използване на такава форма за носовата част. За сметка на намаляване на вълновото съпротивление стойността на максималната проектна скорост е увеличена от 27 до 28 възела при същата проектна мощност на силовата установка.
Разработката се води под ръководството на главния конструктор Анхмунд. Окончателния „проект 60“ с осем 350-мм оръдия е утвърден от кайзера на 23 май 1914 г. Всичко е планирана серия от седем кораба. Тъй като процесът проектиране се проточва, по спешност са разработени условията по поръчката, и на 7 август 1914 г. построяването на главния кораб „Ерзац Виктория Луиза“ е поръчана на корабостроителницата „Блом унд Фос“ в Хамбург.

## Конструкция

### Корпус
Нормалната водоизместимост на крайцера трябва да бъде 31 000 т, пълната водоизместимост – 35 300 т. Дължината на корпуса по водолинията трябва да е 223 м, Дължината между перпендикулярите – 223,1 м, ширината – 30,4 м, газенето по носа 9,3 м, по кърмата – 8,4 м. Височината на борда на мидъла 15 м. Корпусът се дели от водонепроницаеми прегради на 18 отсека. Двойно дъно има на 92% от дължината на кораба. Силовият набор на корпуса е надлъжен.
Отличителна особеност на крайцерите „Макензен“ става бълбовидният нос. Такава форма на носовия край, освен намаляване на вълновото съпротивление, позволява да се преместят към носа част от кулите и машинната установка. За сметка на по-пълните обводи в носовата част центъра на тежестта може безболезнено да се премести към носа, което позволява да се отдели място за разполагане на торпедните апарати зад кула „D“. Центърът на плавучест се премества, което позволява да се съкрати разстоянието между гребните валове и те да се закрепят на свободно разположени основи. Това чувствително икономисва тегло и намалява съпротивлението.
Вместо тандемното, като при „Дерфлингер“, разположение на рулите е избрано паралелното разполагане на два балансирани руля по образец на „Фон дер Тан“ и всички германски линкори. Това увеличава риска от загуба на управление при едно торпедно попадение, но за сметка на това осигурява по-добра управляемост, тъй като рулите се намират в зоната на действие на създаваните от винтовете потоци вода.
За намаляването на заливаемостта на кърмовата част, показала се при „Молтке“ в САЩ, надводният борд е увеличен. Независимо от увеличението на силуета, неблагоприятно отразяващо се на устойчивостта и увеличаващо вероятността от попадения на снаряди на неприятеля, е прието решението да се направи практически плоска горна палуба, плавно издигаща се от кърмата към носа, с неголяма седловатост в носовата част. Височината на надводния борд в носовата част съставлява 8,5 м, на мидъла е 6,6 м и в кърмовата част – 5,7 м. За сравнение при „Молтке“ бордът в кърмовата части съставлява 4 м, а при „Дерфлингер“ – 4,3 м.
В сравнение с „Дерфлингер“ кулите на „Макензен“ са разположени по-високо – носовата кула „А“ има височина на осите на оръдията 9,2 м над водолинията против 8,2 м. За сметка на увеличаването на „високото“ тегло метацентричната височина е намалена, но устойчивостта е достатъчно висока според стандартите на германския флот. От друга страна, за сметка на по-малката метацентрична височина и увеличаването на периода на люлеене се подобряват мореходните качества.
Крайцерите имат два комина. Носовият е преместен към кърмата относително котелното отделение, за да се намали максимално задимяването на артилерийския пост на фокмачтата. Самият артилерийски пост е разположен на максимално възможната височина – 37 метра, както при „Хинденбург“ и „Байерн“, и е ограничен от височината на мостовете на Килския канал, от 40 м.
За разполагането на радиоантените на фокмачтата е оборудвана с дълги стенги, а зад кърмовия комин е поставена тръбна мачта без рангоут. Първоначално бойните прожектори са разположени по две двойки една над друга, но от резултатите на Ютландското сражение те са разместени в две групи. Освен това, са поставени единични постове за управление на огъня, което повдига адмиралският мостик.
Не са поставяни успокоителните цистерни на Фрам, но е увеличена дължината на скуловите килове. За сметка на по-големите обеми на корпуса, образувани от горната палуба, разположението на екипажа става по-просторно. А офицерските каюти, които на „Дерфлингер“ са разположени в надстройката, се връщат на своето традиционно разположение в кърмовата част. Централната част на надстройката е заета от голямата вентилационна шахта на котелното отделение. В носовата част са отделени помещения за постоянно действащ лазарет.
Екипажът на кораба трябва да се състои от 1186 души, в т.ч. 46 офицера. При разполагане на адмиралски щаб екипажът се увеличава със 76 души, от които 16 са офицери.

### Въоръжение
Въоръжението по проект се състои от осем 350-мм 45-калибрени оръдия 35 cm/45 SK L/45. Те са разположени в четири двуоръдейни кули по линейно-терасовидната схема – по две в носа и на кърмата. Кулите трябва да получат обозначението Drh LC/1914. Първоначално те осигуряват ъгъл на наклон −8° и ъгъл на възвишение +16°. След Ютландското сражение тези стойности са изменени на −5° и +20° съответстно.
Традиционно за германския флот оръдията имат клинов затвор система Круп. Масата на бронебойния снаряд съставлява 600 кг. Зарядът, с тегло 224 кг, се състои от две части – предна в копринен картуз и основен в месингова гилза. Снарядът получава начална скорост от 815 м/с. При ъгъл на възвишение от 16° се осигурява далечина от 20 000 м, при 20° – 23 300 м. Боекомплектът съставлява 720 снаряда – по 90 снаряда на оръдие.
Произведените оръдия така и не са поставени на корабите, но успяват да служат на сухопътния фронт в полетата на Фландрия, а някои части са използвани за направата на свръхдалекобойното 210-мм оръдие за обстрел на Париж.
Противоминната артилерия се състои от 150-мм 45-калибрени оръдия 15 cm/45 SK L/45, такива като на всички други германски линейни крайцери. Техният брой, според първоначалния проект, съставлява 14, след това са намалени до 12, предположително поради невъзможността да се организира подаването на боезапаса. Оръдията се разполагат в каземат на средната палуба. Установките дават ъгъл на наклон −8,5° и ъгъл на възвишение +19°. В общия боекомплект влизат 1920 снаряда – по 160 на оръдие.
Още на етап проект се отказват от неуниверсалните 88-мм оръдия, и са планирани осем 88-мм 45-калибрени зенитни оръдия с ъгъл на наклон −10° и ъгъл на възвишение +70°. Боекомплектът им съставлява по 450 снаряда на оръдие – общо 3600 снаряда.
Крайцерът има пет подводни торпедни апарата с калибър 600 мм. От кърмовия апарат се отказват, оставяйки един носов и увеличавайки броя на бордовите до четири. По два апарата се намират пред носовата и зад кърмовата групи кули – извън отсеците, прикрити от противоторпедната преграда. Боезапасът, според различните данни, съставлява от 20 до 27 торпеда.

### Брониране
Като цяло схемата на бронирането малко се отличава от типа „Дерфлингер“. Основната разлика е в отказа в района на цитаделата от скосове на бронепалубата, което е предизвикано от желанието да се облекчи натоварването на въглища.
Главният броневи пояс от цементирана круповска броня с дебелина 300 мм започва на 3 метра пред носовата кула и завършва на 3 метра зад кърмовата кула. Под водата той изтънява и на 1,7 м под водолинията завършва на 150-мм дебелина. Над него е разположен горният броневи пояс с дебелина 240 мм. Главният броневи пояс на носа и кърмата завършва с траверси с 250-мм дебелина, а горния – с 200-мм. В носовия край главният пояс продължава с пояс със 120-мм дебелина, завършващ със 120-мм преграда на 21 м до форщевена. После, до самия форщевен, той е с дебелина 30 мм. В кърмовия край главният пояс продължава с пояс със 100-мм дебелина, завършващ на 11 м от ахтерхщевена със 100-мм преграда.
Челната плоча на кулите на главния калибър има дебелина 320 мм, страничните – 200 мм, а задната – 215 мм. Наклонената част на покрива има дебелина 180 мм, а хоризонталната – 110 мм. На „Граф Шпее“ схемата на бронирането е малко по-различна, и челната плоча има дебелина 300 мм, задната – 210 мм, наклонената част на покрива е 150 мм, а хоризонталната – 100 мм. Частите на барбетите, стърчащи над броневия пояс, имат дебелина 290 мм. Зад горния броневи пояс тяхната дебелина намалява до 120 мм, а на „Ерзац Фридрих Карл“ до 150 мм. Зад главния броневи пояс дебелината на барбета намалява до 90 мм.
Казематът на оръдията напротивоминния калибър се защитава с броня дебела 150 мм. Между оръдията и зад тях са поставени 20-мм противоосколъчни екрани. Стените на носовата бойна рубка имат дебелина 300 – 350 мм, при основите 200 мм, а покривът има дебелина 100 – 150 мм. Кърмовата бойна рубка има стени с дебелина 200 мм и покрив 80 мм.
Главната бронирана палуба, в средната част на корпуса, не излиза зад пределите на противоминната преграда и освен това няма скосове. Тя е с дебелина от 30 мм, увеличаваща се до 60 мм над погребите за боезапаса. В носовата част тя продължава с плочи с 50-мм дебелина. В кърмовата част тя има дебелина от 80 мм, достигаща до 110 мм над рулевия механизъм.
Горната бронева палуба минава по горния ръб на главния броневи пояс и има основно дебелина от 25 мм. Само над батареята на 150-мм оръдия тя има дебелина от 30 – 50 мм.
Противоторпедната бронирана преграда, в подводната част на корпуса, има дебелина 50 мм, повишаваща се до 60 мм в районите на погребите за боезапаса. Нагоре, до горната палуба тя продължава във вид на противоосколъчна преграда с дебелина 30 мм.
Въглищните бункери, създаващи допълнителну защита, се разполагат в обема зад противоторпедната преграда само в района на котелните отделения. В района на машинните отделения и погребите за боезапаса на тяхно място се намират нефтените цистерни, защото няма друг начин да се помести увеличения запас нефт. За компенсация на тези места дебелината на противоторпедната преграда е увеличена до 60 мм.

### Енергетична установка
Морското ведомство смята, че е необходимо да има колкото се може по-голям брой котли с по-малка мощност за осигуряване на по-равномерно производство на пара при повреда и по време на почистване на огнищата. За това вместо първоначалните 4 двустранни нефтени и 12 едностранни въглищни са поставени 8 двустранни нефтени и 24 едностранни въглищни котела с възможност за впръскване на нефт. Това е много повече, отколкото на предходните кораби, и води до по-тежка силова установка и усложняване на нейната експлоатация.
Котлите Шулц-Торникрофт са поставени в пет котелни отделения.
Машинните отделения се разполагат, както и на „Дерфлингер“, – две между кулите на кърмовата група, а още две отстрани на кула „Х“. Два комплекта турбини „Парсънс“ въртят четири вала с трилопастни винтове с диаметър 4,2 м. За да се повиши КПД на силовата установка при икономични скорости, са поставени турбини за икономичен ход. По време на движение на ниски скорости тези турбини чрез зъбна предавка са съединени с главните турбини, а на високите скорости предавката се разкачва. Такова конструктивно решение позволява с 20% да се повиши запасът ход на икономичната скорост на хода от 16 възела.
Номиналната проектна мощност към валовете е 90 000 к.с., което при средни обороти от 295 об/мин трябва да даде максималната скорост от 28 възела. Нормалният запас гориво съставлява 800 т въглища и 250 т нефт. Пълният – 4000 т въглища и 2000 т нефт. Този запас трябва да осигури далечина на хода от 8000 мили на 14 възела.
Броя на помпите в сравнение с „Хинденбург“ е увеличен от 5 до 8. Електроенергията с напрежение от 220 В корабът получава от осем дизелгенератора с обща мощност 2320 кВт.

## Строителство
Бюджетната стойност на построяването е 66 000 хил. марки или 33 000 хил. рубли в злато. Тъй като процесът на проектиране се проточва, по спешност са разработени условията на поръчката, и на 7 август 1914 г. постройката на главния кораб е възложена на корабостроителницата „Блом унд Фос“ в Хамбург. На 14 август също на нея е дадена поръчката за втория крайцер – „Ерзац Фрея“.
Още два кораба са поръчани през пролетта на 1915 г. По план корабите трябва да влязат в строй от лятото на 1917 до есента на 1918 г. Строителството на корабите върви бавно, тъй като отначало Германия възлага големи надежди на бързия край на сухопътната война, а след това, във връзка с разгърналата се неограничена подводна война основните усилия са насочени към строителството на подводни лодки. За това от четирите заложени крайцера са спуснати на вода само два, но нито един не е достроен. Още един корпус е спуснат на вода не докрай построен, за да се освободи стапела. Последните три крайцера решават да са с 380-мм оръдия, и те се отделят в различен тип – „Ерзац Йорк“.

### „Макензен“
Линейният крайцер „Ерзац Виктория Луиза“, по програмата от 1914 бюджетна година, е заложен в „Блом унд Фос“, в Хамбург и получава строителен № 240. Килът на крайцера е заложен на 30 януари 1915 г. Поради натовареността на корабостроителницата с други работи спускането на вода вместо през пролетта на 1916 г. става едва след година – на 21 април 1917 г. При спускането на вода крайцерът получава името „Макензен“ в чест на генерал-фелдмаршала Аугуст фон Макензен, командващ обединените германски, австро-унгарски и български войски на Източния фронт в операциите против Русия, Сърбия и Румъния. Обредът по кръщаването е проведен от генерал-полковник Хееринген и съпругата на Макензен. Постройката не е завършена заради дефицит на материали и строителството на подводни лодки и миноносци. Към момента на края на войната корабът няма ход. По погрешка, възможно предизвикана от действия на германското контраразузнаване за дезинформиране на британското Адмиралтейство за високата степен на готовност на крайцера, „Макензен“ е включен в списъка на корабите, подлежащи на интерниране. Крайцерът е изключен от списъците на флота на 17 ноември 1919 г., през 1921 г. е продаден за скрап и през 1922 г. е разкомплектован за метал в Кил.

### „Граф Шпее“
Строежът на линейния крайцер „Ерзац Блюхер“ се прави от корабостроителницата „Шихау“ в Данциг. Поръчката е дадена на 15 април 1915 г., и крайцерът получава строителен № 958. Построяването се води за сметка на средства от военния фонд. Килът е заложен на 30 ноември 1915 г. Строителството на крайцера също върви със забавяне, и вместо през пролетта на 1917 г. той е спуснат на вода на 15 септември 1917 г. При спуска той е кръстен „Граф Шпее“ в чест на германския адмирал Максимилиан фон Шпее, командващ Източно-Азиатската ескадра, загинал със своя крайцер „Шарнхорст“ във Фолкландското сражение. Обредът на кръщаване провеждат командващия балтийския флот и генерал-инспектор на флота принц Хенрих Пруски. Ролята на кръстница изпълнява вдовицата на адмирала – графинята Маргарета фон Шпее. Крайцерът не е завършен и на 17 ноември е зачеркнат от списъците на флота. На 28 октомври 1921 г. е продаден за скрап и преведен в Кил, където е разкомплектован за метал от фирмата „Дойче Верке А. Г.“ в периода 1921 – 1923 г.

### „Ерзац Фрея“
Крайцерът „Ерзац Фрея“ се строи със средства от военния фонд в „Блом унд Фос“ под строителен № 241. Крайцерът трябва да получи името „Принц Етел Фридрих“, но към края на войната той даже не е спуснат на вода – до края на строежа му по план остават още 21 месеца. За да се освободи стапелът, той преждевременно е спуснат на вода и през 1922 г. в Хамбург е разкомплектован за метал.

### „Ерзац А“
Четвъртия крайцер – „Ерзац А“ – е заложен в държавната корабостроителница във Вилхелмсхафен на 3 ноември 1915 г., получавайки строителен № 35. Корабът е планирано да се преименува на „Ерзац Фридрих Карл“, а окончателно да бъде кръстен „Фюрст Бисмарк“. Строителството на крайцера не е завършено, и на 17 ноември 1919 г. е изключен от списъците на флота. Построените корпусни конструкции са разкомплектовани за метал през 1922 г.

## Оценка на проекта
Линейни крайцери от типа „Макензен“ стават последните линейни крайцери на Германската империя, спуснати на вода. Те са върхът на еволюционния път в развитието на германския линеен крайцер и събират в себе си най-добрите черти на предходните проекти. Традиционно за германския линеен крайцер на високо ниво са бронирането, конструктивната подводна защита и средствата за борба за живучест. При това в новия проект германските инженери успяват да повишат мореходността за сметка на това, че горната палуба заема цялата дължина на кораба. Повишени са и удобството за обитание на екипажа.
Използването на бълб и изключваните турбини за крайцерски ход позволяват да се повиши икономичността, и по далечина на ход „Макензен“ даже надминава линейните крайцери на британския флот, традиционно придаващ голямо значение на далечината на плаване. И ако предходните типове германски крайцери се наречени за най-добрите крайцери за Северно море, то новите линейни крайцери обладават висока мореходност и достатъчна далечина за действия в океана. Скоростта на новия проекта също нараства до 28 възела, и по този показател той се приближава към британските линейни крайцери от второ поколение – крайцерите от типа „Лайън“ и „Тайгър“. Въоръжението на германския крайцер в сравнение с тях също е даже по-мощно, и за това за тях той би бил много силен противник.
| Характеристики на артилерията на главния калибър на капиталните кораби, заложени към началото на Първата световна война | Характеристики на артилерията на главния калибър на капиталните кораби, заложени към началото на Първата световна война | Характеристики на артилерията на главния калибър на капиталните кораби, заложени към началото на Първата световна война | Характеристики на артилерията на главния калибър на капиталните кораби, заложени към началото на Първата световна война | Характеристики на артилерията на главния калибър на капиталните кораби, заложени към началото на Първата световна война | Характеристики на артилерията на главния калибър на капиталните кораби, заложени към началото на Първата световна война | Характеристики на артилерията на главния калибър на капиталните кораби, заложени към началото на Първата световна война | Характеристики на артилерията на главния калибър на капиталните кораби, заложени към началото на Първата световна война |
| --- | --- | --- | --- | --- | --- | --- | --- |
| Оръдие | 13.5″/45 Mark V | 13.5″/45 Mark V | 15″/42 Mark I | 30.5 cm/50 SK L/50 | 35 cm/45 SK L/45 | 356-mm оръдие образец 1913 г.                                                                                           | 381 mm/40 Model 1914 |
| Дължина на ствола, калибри                                                                                              | 45 | 45 | 42 | 47,4 (50) | 42,4 (45) | 50,3 (52) | 40 |
| Калибър, мм | 343 | 343 | 381 | 305 | 350 | 356 | 381 |
| Носители | „Тайгър“ | „Тайгър“ | „Рипалс“ „Худ“ „Куин Елизабет“                                                                                          | „Хинденбург“ | „Макензен“ | „Измаил“ | „Франческо Карачоло“ |
| Година на приемане на въоръжение                                                                                        | 1912 | 1912 | 1915 | 1911 | 1917 | 1931 | 1916 |
| Маса на бронебойния снаряд, кг                                                                                          | 574,5 | 635 | 871 | 405,5 | 600 | 747,8 | 884 |
| Начална скорост, м/с | 787 | 759 | 752 | 855 | 815 | 731,5 | 700 |
| Дулна енергия, МДж | 177,9 | 182,9 | 246,3 | 148,2 | 199,3 | 200,1 | 216,6 |
| Максимална далечина на стрелбата, м (при ъгъл на възвишение)                                                            | 21 780 (20°) | 21 710 (20°) | 21 702 (20°) | 20 400 (16°) | 23 300 (20°) | 23 240 (25°) | 19 800 (20°) |

По скорост на хода и въоръжение германският крайцер е малко по-зле от британските линейни крайцери трето поколение, типовете „Ринаун“ и „Корейджъс“. Обаче незначителната разлика в мощността на оръдията на главния калибър (350 мм против 381 мм) може да се компенсира с по-доброто качество на германските снаряди и точност на стрелбата. А прекалено слабото брониране на британските крайцери, особено при „Корейджъс“, не им позволява да се надяват на воденето на колкото и да е продължителен бой с германския крайцер без фатални за тях последствия.
Германия принципно би могла да преразпредели ресурси за въвеждането в строй до края на войната един – два крайцера от типа „Макензен“. И тогава британския флот просто нямаше да има какво да им противопостави. Само крайцерите от типа „Ринаун“, влезли в строй към края на войната, имат по-висока скорост на хода, но, както е казано по-горе, имат прекалено слабо брониране. Сериозен противник за германския крайцер са само британските бързоходни линкори от типа „Куин Елизабет“, но, както отбелязва самият главнокомандващ британския Гранд Флийт Джон Джелико, те все пак имат прекалено ниска скорост (25 възела против 28), за да се намират в един строй с линейните крайцери и просто не могат да настигнат своя противник.
В отговор на германските крайцери британците залагат четирите линейни крайцера от типа „Адмирал“. Обаче, както показва опитът от Ютландското сражение, тяхната защита е недостатъчна, и по по срочно преработения проект е достроен, вече след войната, само един крайцер – „Худ“.
С „Макензен“ да влязат в бой също могат и руските линейни крайцери от типа „Измаил“. Те обладават по-силно въоръжение от дванадесет 356-мм оръдия, но по всички останали параметри са зад германския крайцер. Тяхната скорост е недостатъчна за това, че да се отклонят от боя или да държат изгодна дистанция. А по нивото на брониране са на нивото на британските крайцери с 343-мм оръдия. По опита от Първата световна война това е признато за недостатъчно, и германският крайцер изглежда на техния фон по-балансиран. Крайцерите от типа „Измаил“, също като и техните съперници, са спуснати на вода, но не са достроени. А след революцията, независимо от опитите да се довършат по усъвършенстван проект, са дадени за скрап.
Следва да се отбележи, че не само в Германия са разработвани кораби, съвместяващи в себе си ударната мощ и бронирането на линкора и скоростта на линейния крайцер, фактически трасиращи появата на новия клас на бързоходните линкори. Италия традиционно придава на скоростта на своите кораби голямо значение, и техните заложени през 1914 г. и също недостроени линкори от типа „Франческо Карачоло“ при въоръжение от осем 381-мм оръдия имат скорост от 28 възела. Цената за това е снижаване на нивото на бронирането в сравнение с другите свръхдреднаути, но то е напълно на нивото на германския линейни крайцери. И макар италианските линкори едва ли биха се срещнали в един бой с германските линейни крайцери, само според хартиените ТТХ ще трудно да се отдаде предпочитание на кой да е от двамата в една предполагаема дуелна ситуация. Остава само да се съжалява, че новите германски крайцери, както и техните противници, не влизат навреме в строй и не потвърждават своите предполагаеми високи качества в бой.
| Сравнителни характеристики на европейски капитални кораби | Сравнителни характеристики на европейски капитални кораби | Сравнителни характеристики на европейски капитални кораби | Сравнителни характеристики на европейски капитални кораби | Сравнителни характеристики на европейски капитални кораби | Сравнителни характеристики на европейски капитални кораби | Сравнителни характеристики на европейски капитални кораби | Сравнителни характеристики на европейски капитални кораби | Сравнителни характеристики на европейски капитални кораби | Сравнителни характеристики на европейски капитални кораби |
| --------------------------------------------------------- | --------------------------------------------------------- | --------------------------------------------------------- | --------------------------------------------------------- | --------------------------------------------------------- | --------------------------------------------------------- | --------------------------------------------------------- | --------------------------------------------------------- | --------------------------------------------------------- | --------------------------------------------------------- |
|                                                           | „Хинденбург“                                              | „Макензен“                                                | „Тайгър“                                                  | „Ринаун“                                                  | „Худ“                                                     | „Худ“                                                     | „Измаил“ · Русия                                          | „Куин Елизабет“                                           | „Франческо Карачоло“                                      |
| Клас                                                      | линеен крайцер                                            | линеен крайцер                                            | линеен крайцер                                            | линеен крайцер                                            | линеен крайцер                                            | линеен крайцер                                            | линеен крайцер                                            | линеен кораб                                              | линеен кораб                                              |
| Година на влизане в строй                                 | 1917                                                      | 1918 план                                                 | 1914                                                      | 1917                                                      | проект                                                    | 1920                                                      | 1918 план                                                 | 1915                                                      | 1918 план                                                 |
| Стойност, млн. рубли в злато                              | 28 (59 млн. марки)                                        | 33 (66 млн. марки)                                        | 21 (2,1 млн. £)                                           | 26,3 (2,63 млн. £)                                        |                                                           | 6,25 млн. £                                               | 29,8                                                      | 21 (2,1 млн. £)                                           |                                                           |
| Водоизместимост нормална, т                               | 26 947                                                    | 31 000                                                    | 28 430                                                    | 27 947                                                    |                                                           |                                                           | 33 986                                                    | 29 200                                                    | 31 902                                                    |
| Пълна, т                                                  | 31 500                                                    | 33 500                                                    | 35 710                                                    | 32 727                                                    | 36 881                                                    | 43 353                                                    | 36 646                                                    | 33 020                                                    | 34 544                                                    |
| Номинална проектна мощност на СУ, к.с.                    | 72 000                                                    | 90 000                                                    | 85 000                                                    | 112 000                                                   | 144 000                                                   | 144 000                                                   | 68 000                                                    | 56 000                                                    | 105 000                                                   |
| Максимална проектна скорост на хода, възела               | 27                                                        | 28                                                        | 28                                                        | 30                                                        | 32                                                        | 31                                                        | 26,5                                                      | 23                                                        | 28                                                        |
| Далечина на плаване, мили (възела)                        | 6100 (14)                                                 | 8000 (14)                                                 | 4900 (18)                                                 | 3650 (10)                                                 |                                                           | 7400 (14)                                                 | 2280 (26,5)                                               | 4500 (10)                                                 | 8000 (10)                                                 |
| Брониране, мм                                             |                                                           |                                                           |                                                           |                                                           |                                                           |                                                           |                                                           |                                                           |                                                           |
| Пояс                                                      | 300                                                       | 300                                                       | 229                                                       | 152                                                       | 203                                                       | 305                                                       | 237,5                                                     | 330                                                       | 303                                                       |
| Бойна рубка                                               | 350                                                       | 350                                                       | 254                                                       | 254                                                       | 254                                                       | 279                                                       | 400                                                       | 280                                                       | 400                                                       |
| Кули, чело                                                | 270                                                       | 300                                                       | 229                                                       | 279                                                       | 279                                                       | 380                                                       | 300                                                       | 330                                                       | 400                                                       |
| Барбети                                                   | 260                                                       | 300                                                       | 229                                                       | 178                                                       | 229                                                       | 305                                                       | 247,5                                                     | 254                                                       |                                                           |
| Палуба                                                    | 30 – 80                                                   | 55 – 110                                                  | 76                                                        | 76                                                        | 76                                                        | 50 – 100                                                  | 60                                                        | 70 – 95                                                   | 50                                                        |
| Въоръжение                                                |                                                           |                                                           |                                                           |                                                           |                                                           |                                                           |                                                           |                                                           |                                                           |
| Главен калибър                                            | 8×305 мм/50                                               | 8×350 мм/45                                               | 8×343 мм/45                                               | 6×381 мм/42                                               | 8×381 мм/42                                               | 8×381 мм/42                                               | 12×356 мм/52                                              | 8×381 мм/42                                               | 8×381 мм/40                                               |
| Спомагателна артилерия                                    | 14×150 мм/45 4×88 мм                                      | 12×150 мм/45 4×88 мм                                      | 12×152 мм/45 2×76 мм 4×47 мм                              | 17×102 мм/45 4×47 мм                                      | 16×140 мм/50 2×76,2 мм                                    | 12×140 мм/50 4×102 мм 4×47 мм                             | 24×130 мм/55 8×75 мм 4×63 мм                              | 16×152 мм/45 2×76,2 мм 4×47 мм                            | 12×152 мм/45 8×102 мм/45 12×40 мм                         |
| Торпедни апарати                                          | 4×600 мм                                                  | 5×600 мм                                                  | 4×533 мм                                                  | 2×533 мм                                                  | 2×533 мм                                                  | 6×533 мм                                                  | 6×457 мм                                                  | 4×533 мм                                                  | 8×450 мм                                                  |

## Коментари
1. ↑  „Макензен“, останалите 300 mm.
2. ↑  В официалната немска класификация от онова време няма понятието „линеен крайцер“ (на немски: Schlachtkreuzer), и те, заедно с броненосните крайцери са класифицирани като „голям крайцер“ (на немски: Großer Kreuzer).
3. ↑  Според закона за флота, последната поправка към който е приета през 1912 г., в германския флот броя на големите крайцери трябва да бъде ограничен до 20 единици. За това когато броят им достига 20, новите влизащи в строй крайцери трябва вече да заменят старите. При залагането на нов крайцер му се дава предварително наименование „Ерзац“ (от немското „замяна“) + „Наименованието на заменяния от него кораб“. Така например, „Макензен“ трябва да замени в германския флот броненосният крайцер „Виктория Луиза“.
4. ↑  В източниците не се споменава реалният калибър на оръдията и са приведени само тяхното официално обозначение – 35 cm/45. Само при Мужеников се привежда стойността на калибъра от 355 мм. В германския флот понякога се практикува различие между официалното обозначение на калибъра на оръдията от неговата реална стойност. Така например, всички 28 cm оръдия имат реален диаметър на канала на ствола 283 мм. Но дали според данните на Мужеников това разминаване е по същата причина или не – не става ясно. Едно от разминаванията е това, че дължината на ствола на 45-калибреното оръдие е равна на: 45 × 350 мм = 15 750 мм. Същата цифра за дължината на ствола привеждат както Мужеников, така и Тони ди Джулиан.
5. ↑  Система за активно успокояване на люлеенето. Състои се от цистерни с вода и мощни помпи, които преместват вода между цистерните в противофаза на люлеенето на кораба. Поставени са на първия линеен крайцер „Фон дер Тан“ и последващите го до „Дерфлингер“. Но в процеса на експлоатация става ясно, че не по-малко ефективно е поставянето на обикновени скулови килове. За това, започвайки от „Лютцов“ цистерните на Фрам не се поставят.
6. ↑  Дължината на калибри, отнесена към калибъра на оръдието. Дадена е по британската система, в която под дължина се счита тази на канала на ствола. В Германия и Русия под дължина се разбира дължината от дулния срез до челото на затворното гнездо, за това е преизчислена според британската система, а в скобите е дадена официалната цифра спрямо националната система.
7. ↑  Като полево оръдие в полетата на Фландрия.
8. ↑  Като железопътна установка.
9. ↑  Първоначален вариант, според който крайцера е заложен през април 1916 г.
10. ↑  Максимално 28 възела при кратковременно форсиране.
11. ↑  Максимално 25 възела при кратковременно форсиране.
12. ↑  Разминаване според източниците. В справочника на Конуей – 4000 мили на 10 възела. Но във фундаменталната работа на Робъртс „Британските линкори от Втората световна война“ е указана далечина от 7400 мили на 14 възела, което е значително повече от данните в справочника на Конуей (далечината на 14 възела в сравнение с далечината на 10 възела на практика за останалите крайцери и линкори или е по-малка, или незначително повече. Голяма роля играе часовия разход на спомагателните механизми, но за сметка само на него указаната разлика в цифрите не може да бъде обяснена). Същата далечина е указана с препратка към Робъртс в работите на Мужеников „Британските линейни крайцери“ Ч. IV и на Михайлов „Линейният крайцер „Худ““.